# Coccygodes bimaculator
Coccygodes bimaculator är en stekelart som först beskrevs av Carl Peter Thunberg 1822.  Coccygodes bimaculator ingår i släktet Coccygodes och familjen brokparasitsteklar. Inga underarter finns listade i Catalogue of Life.